# 奇什基 (亞沃里夫區)
49°45′57″N 23°6′25″E / 49.76583°N 23.10694°E
奇什基（烏克蘭語：Чишки）是烏克蘭西部利維夫州亞沃里夫區德村莊，面積0.83平方公里，海拔高度241米，2001年人口537，人口密度每平方公里649.33人。